# 캐나다 축구 명예의 전당
캐나다 축구 명예의 전당(Canada Soccer Hall of Fame)은 캐나다 축구에 기여한 개인과 기관을 기리기 위해서 설립되었다. 온타리오 축구 협회에 의해 1997년에 설립되었으며 원래는 온타리오주 본에 위치했었다.